# 御所八幡宮
御所八幡宮（ごしょはちまんぐう）は、京都市中京区にある神社。旧社格は村社。足利尊氏が勧請したとされ、尊氏の戒名から等持院八幡宮と呼ばれる他、高倉八幡宮、御池の八幡さん、虫（むし）八幡とも呼ばれる。

## 歴史
そもそもは、この地にあった三条坊門万里小路邸に住していた中院家が祀っていた石清水八幡宮から勧請した若宮社がもとであるという。弘安元年（1278年）10月に二条内裏が焼失すると後宇多天皇が中院通成邸を仮の御所として行幸された。その際、邸にあった社は邸が御所になったことから御所八幡宮と呼ばれるようになったという。
この後、南北朝時代になり、室町幕府の初代将軍・足利尊氏が、自らの邸内の守護神として八幡神を勧請し、御所八幡宮を再興したとされる。あるいは貞治6年（1367年）に大御所・足利尊氏が、自らの弟である足利直義の屋敷・三条坊門殿の跡地に八幡神を勧請して再興したともいう。
明治時代になると村社に列せられている。
もともとは、御池堺町の西南角の御所八幡町にあったが、太平洋戦争中の1945年（昭和20年）3月から始まった御池通の強制疎開によって南西側の現在地に移転した。
安産と幼児の守り神として有名で、左京区上高野の三宅八幡宮とならんで ｢虫（むし）八幡｣ と呼ばれる。「虫」は文字通りの「虫退治」という意味もあるが、子供の「かんの虫封じ」の信仰からきている。

## 祭神
- 主祭神 - 応神天皇、神功皇后、比売神

## 境内
- 本殿
- 神門
- 社務所
- 初音稲荷社
- 三社合殿 - 金毘羅社、大宮比賣社、猿田彦社
- 天満宮社

## 祭事
- 例祭・9月15日に一番近い日曜日

## 交通アクセス
- 京都市営地下鉄烏丸線烏丸御池駅より徒歩3分
- 京都市営地下鉄東西線烏丸御池駅より徒歩3分